# 拉福尔特雷斯
拉福尔特雷斯（法語：La Forteresse，法語發音：[la fɔʁtəʁɛs]）是法国伊泽尔省的一个市镇，原属格勒诺布尔区，2017年起改属维埃纳区。

## 地理
拉福尔特雷斯（45°17'41"N, 5°24'13"E）面积9.22 平方千米，位于法国奥弗涅-罗讷-阿尔卑斯大区伊泽尔省，该省份为法国东南部内陆省份，北起顺时针与安省、萨瓦省、上阿尔卑斯省、德龙省、阿尔代什省、卢瓦尔省和罗讷省。
与拉福尔特雷斯接壤的市镇（或旧市镇、城区）包括：圣保罗迪佐、蒂兰、克拉、莫雷特、普朗、坎雪、圣茹瓦尔。
拉福尔特雷斯的时区为UTC+01:00、UTC+02:00（夏令时）。

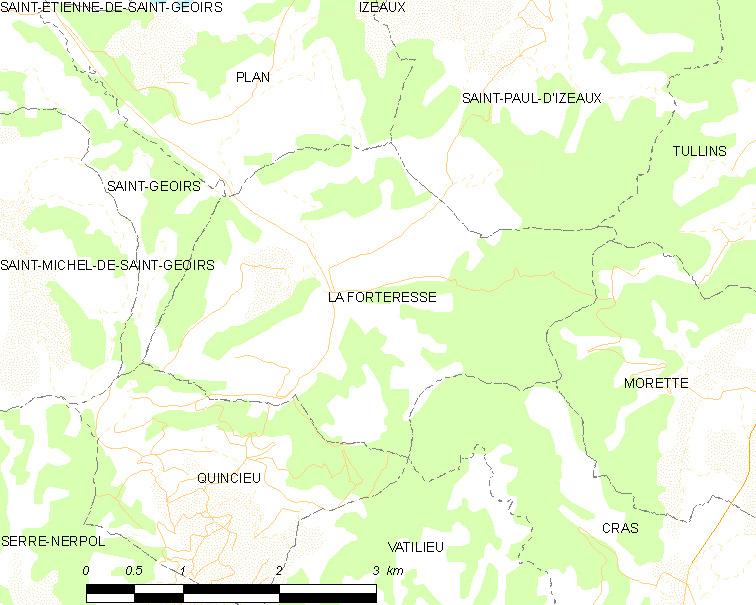
拉福尔特雷斯的OSM定位图

## 行政
拉福尔特雷斯的邮政编码为38590，INSEE市镇编码为38171。

## 政治
拉福尔特雷斯所属的省级选区为比耶夫尔县。

## 人口

1962-2008年间拉福尔特雷斯人口变化图示

拉福尔特雷斯于2022年1月1日时的人口数量为337人。